# Regierungsbezirk Rijn-Hessen
| Regierungsbezirk Rijn-Hessen | Regierungsbezirk Rijn-Hessen |
| ---------------------------- | ---------------------------- |
| Bestaansperiode              | 1946–1968                    |
| behoorde tot                 | Rijnland-Palts               |
| Hoofdstad                    | Mainz                        |
| Aantal gemeenten             | 166                          |
| Oppervlakte                  | 1.336,19 km²                 |
| Inwoneraantal                | 486.408 (30 juni 1968)       |
| Bevolkingsdichtheid          | 364 inw./km²                 |

Het Regierungsbezirk Rijn-Hessen was een van de vijf Regierungsbezirken, die in 1946 in het nieuw ontstane Land Rijnland-Palts ingesteld werden. De andere waren de eveneens in 1946 ingestelde Regierungsbezirke Palts (zetel in Speyer, later in Neustadt an der Weinstraße) en Montabaur net zoals de al sinds 1816 door Pruisen ingestelde Regierungsbezirken Koblenz en Trier.

## Voormalige onderverdeling
Het Regierungsbezirk Rijn-Hessen omvatte het gebied links van de Rijn van de voormalige Volksstaat Hessen, dat na de Tweede Wereldoorlog onder Franse bezetting kwam en in 1946 onderdeel van het Land Rijnland-Palts werd. Het Regierungsbezirk Rijn-Hessen omvatte de kreisvrije steden Mainz en Worms, net zoals de Landkreisen Alzey, Bingen, Mainz en Worms.

## Geschiedenis
Op 1 oktober 1968 werd het Regierungsbezirk Rijn-Hessen met het Regierungsbezirk Pfalz samengevoegd tot het nieuwe Regierungsbezirk Rijn-Hessen-Palts. Het bestuur van het nieuwe Bezirk had zijn zetel in Neustadt an der Weinstraße. In navolging van de daaropvolgende Kreishervorming werden de Landkreisen van Rein-Hessen tot grotere eenheden samengevoegd. Uit de Landkreisen Alzey en Worms ontstond de Landkreis Alzey-Worms en uit de Landkreisen Bingen en Mainz kwam Landkreis Mainz-Bingen voort.